# Бельбасар
Бельбаса́р (каз. Белбасар) — село у складі Шуського району Жамбильської області Казахстану. Адміністративний центр Єскішуський сільського округу.
Населення — 2370 осіб (2021; 2473 у 2009, 2381 у 1999, 2612 у 1989).